# اووسنت
اووسنت (انگلیسی: Avocent) شرکت الکترونیک آمریکایی است، که در سال ۲۰۰۰ تأسیس شد.